# Coppia motrice

Curva di coppia di una motocicletta

Diagramma di coppia motrice motore monocilindrico 4T e 2T:
A) aspirazione (4T); risalita pistone al PMS (2T)
B) compressione (4T); discesa pistone al PMI (2T)
C) espansione
D) scarico
α) momento motore medio

La coppia motrice è il momento meccanico del sistema di forze esercitate da un motore su una trasmissione. Essa varia al cambiare del regime di rotazione del motore con un andamento dipendente dal tipo di motore; ha un valore massimo in corrispondenza di un determinato regime. Nel caso del motore endotermico la coppia motrice è proporzionale all'energia utile sviluppata dal motore nell'unità di tempo a un determinato regime. Invece nel caso di un motore elettrico in corrente continua si avrà la coppia massima a 0 giri.

## Uso e misurazione
La coppia viene utilizzata per ricavare la potenza del motore tramite una formula fisica che utilizza il valore di coppia insieme con quello di rotazione a cui è stato rilevato.

La curva di coppia è utile per determinare il comportamento del motore, permettendo di analizzare eventuali difetti (buchi di erogazione) e di analizzarne il comportamento sotto l'azione dell'acceleratore, infatti una curva piatta permetterà una facile regolazione della propulsione, ma generalmente le curve di coppia hanno un picco, preceduto da una fase di crescita o instabile (coppia che aumenta all'aumentare dei giri) e seguiti da una di riduzione o stabile (coppia che diminuisce all'aumento dei giri).

La porzione stabile prende questo nome in quanto variazioni di carico comportano una minima variazione del regime e successiva stabilizzazione senza dover agire sull'acceleratore, mentre la porzione instabile al variare del carico può portare all'arresto del motore o all'aumento del regime fino al raggiungimento della porzione stabile della curva, costringendo ad un continuo controllo sull'acceleratore con relativa variazione del valore e della curva di coppia.
Il valore di coppia massima è utile per il dimensionamento dei componenti a valle del motore, in quanto maggiore è il valore di coppia e maggiore deve essere la robustezza delle componenti, da ricordare che il valore di coppia può aumentare o diminuire in base al rapporto di trasmissione lungo la catena cinematica.
L'unità di misura della coppia è il N·m (newtonmetro) o kg·m (chilogrammetro); il kg·m è 9,81 N·m.
Data la coppia in N·m, la velocità angolare in giri al minuto e la potenza in watt, si ha la formula:
{\displaystyle \mathrm {[W]=\left[{\frac {Nm\cdot 2\pi \cdot giri\ al\ minuto}{60}}\right]} }
Nel caso si desideri la potenza in kW, basterà dividere il risultato per 1 000, e nel caso si desideri il risultato in CV, bisognerà moltiplicare i kW per 1,36. Si noti che Hp non è uguale a CV: 1 hp = 1,0139 CV, oppure 1 CV = 0,9863 hp (quindi 1 hp > 1 CV).
Nel caso invece si voglia ricavare la coppia in N·m dalla potenza espressa in watt, si dovrà seguire la formula seguente:
{\displaystyle \mathrm {[Nm]=\left[{\frac {60\,W}{2\pi \cdot giri\ al\ minuto}}\right]} }
Per ricavare la coppia in kg·m sarà necessario dividere il risultato della formula per 9,81.

## Confronto tra coppia e potenza
In un qualunque mezzo di trasporto, la velocità massima dipende dalla potenza massima, mentre l'accelerazione massima, a un fissato rapporto del cambio, si raggiunge in corrispondenza del regime di coppia massima e generalmente il regime di coppia massima è inferiore o uguale al regime di potenza massima.
La potenza è data da coppia per velocità angolare, o anche da forza per velocità. Nell'autotrazione, la forza resistente che il motore deve vincere comprende l'inerzia (in caso di accelerazione), gli attriti (motore, trasmissione, pneumatici, ecc.), la resistenza aerodinamica dell'aria e nel caso di strada in salita, la componente della forza peso parallela alla direzione della traiettoria (in discesa va sottratta).
In generale la resistenza complessiva aumenta all'aumentare della velocità, a determinate condizioni di marcia e caratteristiche del mezzo, si avrà una determinata forza resistente che moltiplicata per la velocità a cui è stata rilevata darà la potenza erogata dal motore. Tale potenza è, a meno dei rendimenti di trasmissione, uguale a quella trasmessa alle ruote.
Consideriamo due autovetture nelle stesse condizioni di marcia e con identiche caratteristiche, ma con potenza massima diversa.
La velocità massima raggiungibile dipende dalla capacità di ciascuna macchina di opporsi alla forza resistente, la quale aumenta all'aumentare della velocità. La condizione di velocità massima si verifica quando la spinta esercitata dalle ruote sulla strada nella direzione del moto non è più superiore alla forza resistente ma è uguale a essa. Poiché la spinta delle ruote è sempre proporzionale alla coppia trasmessa alle ruote e quest'ultima è proporzionale alla potenza trasmessa alle ruote (uguale a quella erogata dal motore), è evidente che la macchina più potente può raggiungere una velocità maggiore perché a parità di velocità di rotazione delle ruote, quindi di velocità di marcia, la coppia trasmessa alle ruote (potenza divisa per la velocità di rotazione delle ruote) risulta superiore, perciò anche la spinta delle ruote risulterà superiore.
La coppia sviluppata dal motore rappresenta la forza espressa dal motore a ogni determinato regime, mentre la coppia trasmessa alle ruote dipende sia dalla coppia del motore, sia dal rapporto di trasmissione e determina l'accelerazione. Quindi, a parità di rapporto, più elevata è la coppia motrice, più elevata sarà l'accelerazione. Perciò a parità di rapporto l'accelerazione massima è ottenuta al regime di coppia massima. Per avere invece la massima accelerazione a una determinata velocità, bisognerà utilizzare il rapporto di trasmissione che a quella determinata velocità consente di trasmettere alle ruote la massima potenza possibile, affinché la coppia trasmessa alle ruote sia massima.
Per questo le macchine con un'alta coppia a bassi regimi, a parità di potenza massima, hanno ripresa migliore. Questo accade perché normalmente macchine con alti valori di coppia massima a parità di potenza massima (in genere i Diesel o i motori sovralimentati) incominciano a sviluppare una forte coppia prima degli altri motori, e di conseguenza anche una forte potenza a un basso numero di giri, avendo così prestazioni migliori. È per questo motivo che nelle competizioni con limiti di potenza si cerca di avere valori di coppia molto elevati ai bassi regimi.

## Il valore di coppia alla ruota
Il valore della coppia varia al variare del rapporto di marcia inserito, ma prima di descriverne il perché bisogna avere sotto mano una tabella.
| Marcia | Giri/min della ruota motrice | Coppia alla ruota | Potenza alla ruota |  | Giri/min del motore | Coppia del motore | Potenza del motore |
| ------ | ---------------------------- | ----------------- | ------------------ |  | ------------------- | ----------------- | ------------------ |
| 1      | 350                          | 1 200 N·m         | 44 kW              |  | 6 000               | 70 N·m            | 44 kW              |
| 2      | 700                          | 600 N·m           | 44 kW              |  | 6 000               | 70 N·m            | 44 kW              |
| 3      | 1 050                        | 400 N·m           | 44 kW              |  | 6 000               | 70 N·m            | 44 kW              |

Come si può vedere dalla tabella, il valore di potenza è sempre lo stesso per qualsiasi marcia, sia che si parli di ruota sia di motore; ciò è dato dal fatto che la potenza è data dalla coppia per il numero di giri e per questo motivo non subisce variazioni con l'adozione di rapporti di marcia diversi, né potrebbe essere diversamente, in quanto sarebbe come pensare che si possa creare energia dal nulla.
Il valore di coppia alla ruota invece varia al variare della marcia e quindi della rotazione delle ruote; ciò perché, dal momento che per contrastare la potenza del motore bisogna avere una potenza uguale e contraria (si noti che si hanno molte meno rotazioni e la potenza è data dal numero di rotazioni moltiplicato per la coppia), bisogna avere una coppia superiore a quella del motore (questa coppia resistente sarà uguale e contraria a quella trasmessa dalla ruota). Più precisamente la coppia alla ruota sta alla coppia del motore come i giri al minuto (rpm) del motore stanno ai giri al minuto (giri/min) della ruota.

## Legame della coppia motrice con l'accelerazione
Per poter imporre un'accelerazione a un corpo, dobbiamo impartire una forza che sia superiore all'attrito del corpo risultante dalla massa di tale corpo. Se la differenza tra forza fornita e forza di attrito (forza resistente alla variazione di stato) rimane la stessa per tutto il tempo e la forza fornita è maggiore di quella resistente, il corpo in esame avrà sempre la stessa accelerazione e aumenterà in modo lineare e progressivo la sua velocità. Nel momento in cui la differenza tra le due forze diventa pari a zero (forza fornita = forza resistente) non si verifica più alcuna accelerazione e il corpo viaggerà a velocità costante.
Dato che la coppia descrive la forza espressa dal motore per ogni regime di rotazione, questa deve vincere le forze resistenti come l'inerzia, gli attriti e le pendenze che influiscono a ogni regime del motore. In caso di curva di coppia piatta, la differenza tra la forza motore e le forze resistenti sarà costante (escludendo l'attrito dell'aria) e avremo una forza risultante costante nel tempo e per ogni regime del motore e di conseguenza una curva d'accelerazione piatta esattamente come la coppia. Considerando l'attrito dell'aria vedremo la curva d'accelerazione abbassarsi nella parte finale, in maniera più o meno evidente a seconda della lunghezza della marcia.
Ora sappiamo che la curva d'accelerazione è uguale o per lo meno molto simile a quella della coppia alla ruota. Perché alla ruota e non al motore? Perché con il cambio della marcia si modifica il valore di coppia alla ruota. Aumentando la lunghezza del rapporto, la ruota si ritrova ad avere una rotazione al minuto sempre superiore. Visto che la potenza è sempre la stessa si ha quindi una coppia più bassa. Con diversa dosatura del gas si diminuisce invece direttamente la potenza sviluppata dal motore e di conseguenza anche quella disponibile alla ruota, la coppia e dunque l'accelerazione.
Confrontando un motore con un'elevata coppia e con pochi giri motore o un motore con molti giri motore e una coppia ridotta, vedremo che questi nel caso in cui le curve di coppia abbiano la stessa forma, hanno la stessa curva d'accelerazione e nel caso di stessa potenza anche gli stessi valori d'accelerazione.

## Legame di potenza e coppia motrice con la velocità massima
Per poter definire la velocità di un mezzo non è tanto utile utilizzare i valori di coppia, ma i valori di coppia moltiplicati per la velocità di rotazione del motore, la cosiddetta potenza massima, infatti a parità di mezzo e quindi di resistenza alla penetrazione nell'aria, ecc, ma con potenze diverse anche se a parità di curva di coppia, si ottiene una velocità maggiore con il motore munito di maggiore potenza.
Dunque il motivo per cui viene utilizzato il valore di potenza massima è perché rispecchia meglio e in modo più semplice le doti velocistiche dei motori, aiutando parecchio il confronto tra vari tipi di motore, dato che la potenza è data dal prodotto della forza con la velocità e visto che a una determinata velocità si ha una precisa resistenza per ogni determinata forma del veicolo, risulta essere molto più comodo e veloce utilizzare il valore di potenza massima, visto che altrimenti per confrontare più motori bisognerebbe valutare i valori di coppia in proporzione alle varie marce.
Confrontando un motore con un'elevata curva di coppia con pochi giri motore o un motore con tanti giri motore e poca coppia, vedremo che questi nel caso forniscano la stessa potenza massima, la velocità massima sarà la stessa.

## Prove prestazionali
Per il confronto della migliore coppia di un motore e quindi dell'elasticità di marcia si utilizza il test di ripresa, che viene effettuato con la marcia più lunga, nella prima parte del test il mezzo con coppia più alta, e quindi potenza maggiore a basso numero di giri risulta migliore nella parte iniziale, nella seconda parte (terminale) il mezzo con potenza maggiore (stesso valore di coppia a regimi maggiori o stessi regimi ma con più coppia) risulta essere migliore, quindi il mezzo ottimale sarà quello che risulterà possedere una potenza ben distribuita su tutti i regimi e quindi con una curva di coppia di tipo piatto (valore di coppia costante).